# Haddadus
Haddadus é um gênero de anfíbios anuros da família Craugastoridae. O gênero possui três espécies descritas que são endêmicas do leste e sudeste do Brasil. Ambas as espécies estavam classificadas no gênero Eleutherodactylus, entretanto, análises filogenéticas reposicionam ambas em um novo gênero.
As seguintes espécies são reconhecidas:
- Haddadus aramunha (Cassimiro, Verdade, and Rodrigues, 2008)
- Haddadus binotatus (Spix, 1824)
- Haddadus plicifer (Boulenger, 1888)